# Peressitchna
Peressitchna (ukrainien : Пересічне) est une commune urbaine de l'oblast de Kharkiv, en Ukraine. Elle compte 6 918 habitants en 2021.

## Géographie
La commune est assise sur la rive orientale de la rivière Oudy, affluente du Donets, dans le bassin hydrographique du fleuve Don. Elle se situe juste en amont de la commune urbaine de Solonytsivka sur la rivière Oudy, et dont elle est limitrophe. Elle se trouve à 18 kilomètres à l'ouest-nord-ouest de la ville de Kharkiv.